# Mittag-Leffler-funktionen
Inom matematiken är Mittag-Leffler-funktionen är en speciell funktion uppkallad efter den svenske matematikern Gösta Mittag-Leffler. Den definieras som serien
{\displaystyle E_{\alpha ,\beta }(z)=\sum _{k=0}^{\infty }{\frac {z^{k}}{\Gamma (\alpha k+\beta )}}}
där Γ betecknar gammafunktionen. Mittag-Leffler-funktionen är en typ av generaliserad funktion som kan användas för att uttrycka flera vanliga speciella funktioner. Exempelvis är
{\displaystyle E_{0,1}(z)={\frac {1}{1-z}}} (geometrisk serie)
{\displaystyle E_{1,1}(z)=e^{z}} (exponentialfunktionen)
{\displaystyle E_{2,1}(z)=\cosh \left({\sqrt {z}}\right)} (en hyperbolisk funktion)
{\displaystyle E_{1/2,1}(z)=\exp(z^{2})\operatorname {erfc} (-z)} (felfunktionen)

## Relation med Fransén–Robinsons konstant
Fransén–Robinsons konstant kan uttryckas med hjälp av Mittag-Lefflerfunktionen som
{\displaystyle F=\lim _{\alpha \to 0}\alpha E_{\alpha ,0}(1).}